# Etienne Audebrand Cambarou
Etienne Audebrand Cambarou (zm. 15 marca 1361) – francuski benedyktyn, opat Celle w diecezji Troyes, skarbnik papieski od 1342. Był kolejno biskupem Monte Cassino (14 marca 1343 – 13 lutego 1346) i Saint-Pons-de-Thomières (13 lutego 1346 – 22 sierpnia 1348) oraz arcybiskupem Arles (22 sierpnia 1348 – 22 grudnia 1350) i Tuluzy (od 22 grudnia 1350). 6 marca 1347 papież Klemens VI mianował go kamerlingiem Świętego Kościoła Rzymskiego, sprawował tę funkcję podczas konklawe 1352. W 1348 uczestniczył w negocjowaniu wykupu przez Stolicę Apostolską miasta Awinion z rąk królowej Neapolu Joanny I. Od stycznia 1349 był jednym z wikariuszy papieskich dla diecezji awiniońskiej.